# Calxattus serratus
Espèce
Synonymes
- Spartaeus serratus Yang, Liu, Liu & Peng, 2017

Calxattus serratus est une espèce d'araignées aranéomorphes de la famille des Salticidae.

## Distribution
Cette espèce est endémique du Yunnan en Chine,.

## Description
La femelle holotype mesure 9,60 mm.
Le mâle décrit Wang, Yu et Zhang en 2023 mesure 7,04 mm et la femelle 7,03 mm, les mâles mesurent de 5,75 à 7,04 mm et les femelles de 7,11 à 9,60 mm.

## Systématique et taxinomie
Cette espèce a été décrite sous le protonyme Spartaeus serratus par Yang, Liu, Liu et Peng en 2017. Elle est placée dans le genre Calxattus par Wang, Yu et Zhang en 2023.

## Publication originale
- Yang, Liu, Liu & Peng, 2017 : « Five new species of Spartaeus Thorell, 1891 from China (Araneae: Salticidae). » Zootaxa, no 4303(3), p. 379-394.